# Château de Landebaudière
Le château de Landebaudière est un château situé à La Gaubretière dans le département français de la Vendée.

## Histoire
Le château est élevé de terre au XVIIIe siècle.
D'Elbée, chef de l'armée vendéenne, s'y est marié ; Mme de La Rochejaquelein, prisonnière de la troupe dans ce même château, s'en est évadé le 9 novembre 1831. 
Ses façades et toitures sont inscrites au titre des monuments historiques depuis le 19 juin 1981.